# پارک ملی کاوهانوا-پفین‌کانگاس
پارک ملی کاوْهانِوا-پُفین‌کانگاس (فنلاندی: Kauhanevan–Pohjankankaan kansallispuisto) یک پارک ملی در شهرداری‌های کاوهایوکی و کارویا در اوستروبوتنیای جنوبی و ساتاکونتا فنلاند است. این پارک که در سال ۱۹۸۲ تأسیس شد، ۵۷ کیلومتر مربع (۲۲ مایل مربع) مساحت دارد. پارک ملی کاوهانوا-پفین‌کانگاس از مناطق باتلاقی، عمدتاً خلاش که حدود ۱۶٫۳-کیلومتر-مربع (۶٫۳-مایل-مربع) پارک را دربر گرفته تشکیل شده‌است.
در سال ۲۰۰۴، این پارک در کنوانسیون رامسر گنجانده شد. همچنین بخشی از شبکه مناطق حفاظت شده طبیعت ۲۰۰۰ است.

## جغرافیا
منطقه کاوهانوا-پفین‌کانگاس بخشی از منطقه جنوب غربیحوضه آبریز سومنسالکه است. خاک عمدتاً چمن و سنگ بستر از گرانیت سنگ سماق تشکیل شده‌است.
قسمت‌های شمالی کاوهانوا ۱۷۰ تا ۱۷۷ متر (۵۵۸ تا ۵۸۱ فوت) و قسمت‌های جنوبی و غربی تقریباً ۱۶۰ متر (۵۲۰ فوت) بالاتر از سطح دریا قرار دارند.